# Il colore dei soldi (programma televisivo)
Il colore dei soldi è stato un programma televisivo di genere game show, in onda su Italia 1 nel 2009 e condotto da Enrico Papi insieme ad Omar Monti e Raffaella Fico.

## Meccanismo del gioco
In ogni puntata, un concorrente accompagnato dai suoi genitori o da amici ha di fronte a sé 20 slot colorate, contenenti ciascuna una somma di denaro da 1000 a 20.000 €. Di queste ne dovrà scegliere 10 cercando di aggiudicarsi il contenuto in denaro.
All'inizio, però, si deve scegliere un bancomat fra tre contenenti diverse somme di denaro comprese tra 50.000 e 100.000 €. Per conoscere il montepremi in gioco nella puntata al concorrente basta strisciare la card scelta su uno scanner.
Conosciuta la cifra che potrà vincere, il concorrente inizierà scegliendo il colore della prima slot; ad un cenno del conduttore il display della slot comincerà a scorrere di 1000 € alla volta e sarà il concorrente a decidere quando fermare la macchina, almeno prima della sirena che indica il massimo e non fa addizionare nulla.
Se il concorrente riuscirà a totalizzare al termine delle giocate esattamente la cifra contenuta vince, altrimenti non vincerà nulla.

## Fine della versione italiana
Il 15 ottobre 2009, prima dell'inizio del game show, alla ripresa del programma dopo la pubblicità e intorno alle 22:20, è andato in onda un promo con Enrico Papi che ha annunciato la decisione "di lasciare", il che suggeriva, come annunciato nel noto blog di Davide Maggio, che Il colore dei soldi sarebbe finito il successivo 23 ottobre a causa dei bassi ascolti, così come accaduto nella versione inglese (7 puntate mandate in onda di appena 8 registrate). Dal 26 ottobre di quell'anno è tornato il preesistente gioco a premi Prendere o lasciare sempre condotto da Enrico Papi insieme a Raffaella Fico.